# Torre Vigliena
La Torre Vigliena o Torre del Bracello è una torre di difesa costiera nel libero consorzio comunale di Ragusa sulla costa del mediterraneo. Fu costruita negli anni 1595 - 1607 all'estremità del Braccio della Colombara, nel territorio di Punta Braccetto, frazione balneare a cavallo tra i comuni di Ragusa e Santa Croce Camerina. Fu armata con cannoni e al suo interno c'erano due soldati e un caporale che li comandava.

## Storia
La costruzione fu voluta dalla corona del Regno per difendere il territorio dagli attacchi dei pirati barbareschi o nord-africani intensificatesi durante la fine del XVI secolo. A differenza di quelle costruite fino alla metà del 1500, come tutte le successive, fu costruita su progetto dell'architetto Camillo Camilliani, appositamente incaricato dal regno. Il progetto prevedeva la costruzione della torre su tre livelli: la base, il piano operativo e la terrazza.
Insieme alla Torre di Pietro, distante circa un chilometro in direzione est, ed a quella di Punta Secca, un altro chilometro più ad est, resa famosa dalla fiction televisiva del commissario Montalbano, formava il sistema di avvistamento di Capo Scalambro. Della torre, a base quadrata, oggi rimangono solo il primo livello, la cisterna ed i camminamenti.